# تپه دین سرخدشت
تپه دین سرخدشت مربوط به دوران‌های تاریخی پس از اسلام است و در شهرستان بابلسر، بخش بهمنمیر، روستای سرخ دشت واقع شده و این اثر در تاریخ ۱ مهر ۱۳۸۲ با شمارهٔ ثبت ۱۰۲۷۷ به‌عنوان یکی از آثار ملی ایران به ثبت رسیده‌است.